# Tipula flavithorax
Tipula flavithorax är en tvåvingeart som beskrevs av Enrico Adelelmo Brunetti 1918. Tipula flavithorax ingår i släktet Tipula och familjen storharkrankar. Inga underarter finns listade i Catalogue of Life.